# 4chan

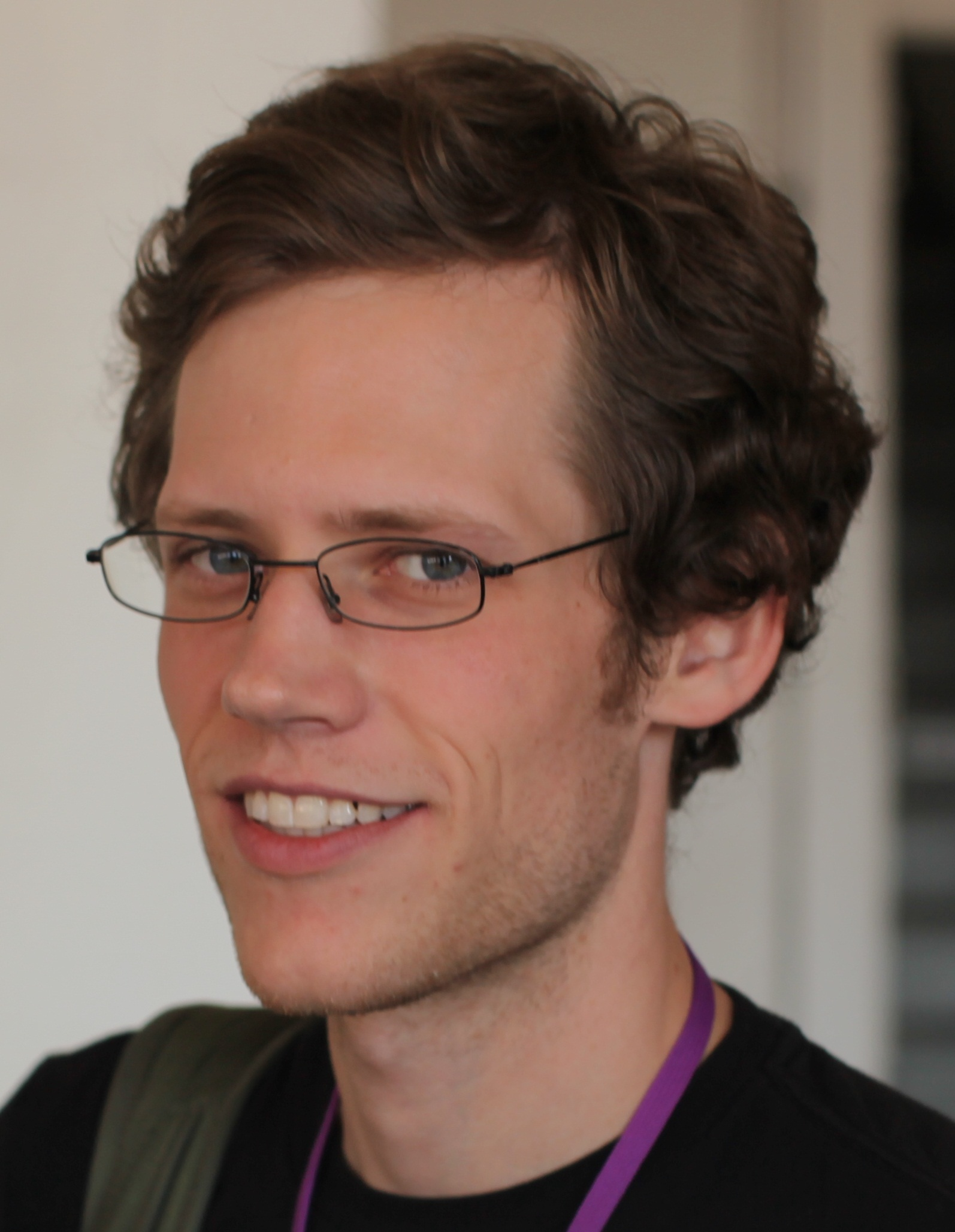
Christopher Poole (noto con il nickname "moot"), fondatore di 4chan

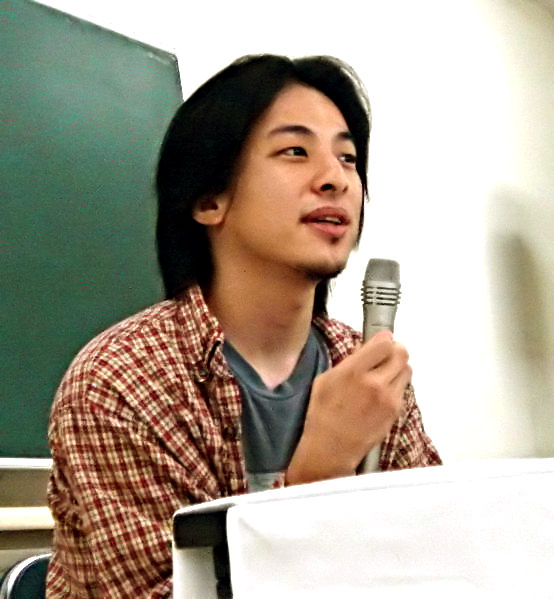
Hiroyuki Nishimura, fondatore di 2channel e nuovo proprietario di 4chan dal 2015

4chan è un sito web imageboard in lingua inglese fondato da Christopher Poole nel 2003, sul modello del sito web imageboard giapponese 2channel.
Lanciato il 1º ottobre 2003, le sue bacheche sono state utilizzate inizialmente per la pubblicazione di immagini e la discussione di manga e anime. Il 21 settembre 2015 viene annunciato che Hiroyuki Nishimura ne è il nuovo proprietario.

## Attività
Gli utenti, in genere, pubblicano i loro contenuti in forma anonima e il sito è stato associato a diverse subculture internet, in particolare ad Anonymous, ad Alt-Right, e al progetto Chanology.
Agli utenti di 4chan si deve anche la nascita di numerosi fenomeni di internet come lolcat, Rickrolling, Pedobear, Pepe the Frog e molti altri. La bacheca "Random" è la più celebre e popolare caratteristica del sito. Conosciuta anche come "/b/", è caratterizzata dalla scarsissima regolamentazione sui contenuti pubblicabili. Il blog Gawker ha scherzosamente dichiarato che "leggere /b/ può sciogliere il cervello". Esempio lampante di questa libertà nel pubblicare su /b/ è il messaggio comparso il 5 gennaio 2012 della misteriosa organizzazione conosciuta come Cicada 3301 per reclutare "individui estremamente intelligenti", che vengono scelti tramite una serie di enigmi da risolvere.
È 4chan il sito da cui è nato il noto gruppo di hacker che ha poi preso il nome di Anonymous, e che ha spesso attirato su di sé l'attenzione dei mass media. Per i progettisti, 4chan è "un'ulteriore prova che la creatività è ovunque, ed i nuovi media sono meno accessibili alle agenzie pubblicitarie". The Guardian ha descritto la comunità di 4chan come "pazza, giovanile... brillante, ridicola ed allarmante."
Il 15 aprile 2025, il sito è stato chiuso a causa di un attacco informatico. Su un altro sito web, soyjak.party, venivano rilasciate informazioni che presumibilmente provenivano dall'attacco informatico, sostenendo di avere accesso a livello di amministratore, una mancanza di aggiornamenti al sito dal 2016 e l'identità degli amministratori, tra le altre affermazioni.
Il 24 aprile 2025 nel sito appare il messaggio "See you soon!" che conferma il ritorno del sito.
Il 25 aprile 2025 il sito viene riattivato.